# Canal 10 (Uruguai)
A Saeta TV Canal 10 é uma rede de televisão aberta do Uruguai fundada por Raúl Fontaina e Enrique De Feo, em 1956. É o primeiro canal de televisão do país, e faz parte do Grupo Fontaina - De Feo, um dos maiores grupos de comunicação do Uruguai.

## História
Raul Fontaina, radialista de uma trajetória importante, a partir da direção da Rádio Carve, foi o pioneiro que um dia passou a ir um passo além. Em 1949, na sede da ANDEBU, ele criou o estatuto da fundação da Saeta. E sete anos depois, após inúmeros testes, a estação começou suas transmissões oficialmente.
A primeira imagem surgiu de um armazém de blocos, madeira e folheados localizado no local da Primeira Exposição Nacional de Produção (hoje Cilindro Municipal). Ela foi gerada através de uma única câmera de 90 kg (operada por Jorge Severino), uma equipe de 100 W de potência e uma antena de 45 m, (segundo narra Omar Defeo em seu livro "Los locos de la azotea").
Às 6:30h do dia 7 de dezembro de 1956, a imagem foi vista e Raul Fontaina foi ouvido dizendo: "Senhoras e Senhores, a partir deste momento, Saeta TV Canal 10 está no ar ..." Em seguida, cantou-se o Hino Nacional, os ministros Héctor Grauert e Fermin Sorhueta falaram e começou a programação, com documentários fornecidos por várias embaixadas europeias, filmes educativos, o noticiário americano, e assim por diante. Todos os outros conteúdos foram transmitidos ao vivo, inclusive os comerciais.
Os primeiros rostos que apareceram na tela, foram os de Carlos Giacosa, Mario Fonticiella, Victor Hugo Pedroso, Barrett Puig e Cristina Moran. Todos eles vieram do rádio, em um país que na época não tinha indústria cinematográfica e, portanto, não tinha cultivado a linguagem das imagens.
Oito anos mais tarde, a consolidação institucional se manifestou através da aquisição e remodelação de instalações onde Fontaina tinha trabalhado como pintor quartéis (local coberto por Carmelo Império), na rua Tacuarembó 1234 (hoje Carnelli Lawrence), que foi sendo sucessivamente prorrogado por a anexação de várias propriedades e é a posição atual do Canal 10. Tempo, em seguida, ergueu a torre de 187 metros (levantadas através de esforços de Milton Fontaina, outro filho de Don Raul), que desde então é um marco destacado da paisagem urbana de Montevidéu. Em outras palavras, o desenvolvimento ea posterior fundação da Saeta, deveu-se ao esforço conjunto da família Fontaina até 1970, quando deixou Raul Fontaina (h), gerente do escritório, assumindo o mesmo Juan Enrique De Feo, que até então haviam permanecido em vanguarda do Rádio Carve ao lado de Raul dom Fontaina (como Omar Defeo narra em seu livro "O louco do telhado").
Em janeiro de 1995, o Canal 10 e o Grupo Fontaina – De Feo, juntamente com a Equital SA, fundaram um operador de cabo chamado TCC, que é apenas em torno do canal. Em 1991, com base em Maldonado, Canal 7, que funciona como uma repetidora do Canal 10, com um flash-tele informativos de hora em hora própria 1.
Em 10 de outubro de 1996, com o filme "Malcolm X", publicado na sessao "Festival" começou a transmitir em estéreo, e até agora, é o único canal aberto uruguaio a usar esse tipo de transmissão, embora não seja estéreo real, e sim, um otimizador colocado na saída de áudio que ativa o indicador de estéreo do receptor de TV, mas a programação é produzida em mono. Isto é evidente quando se ouve o tom com um áudio de qualidade média. Além disso, ainda seguem usando a transmissão analógica para exibir a programação gravada.
Atualmente, o canal tem seis estudos, dois deles em alta definição e um fixo, que é do Sublinhado. Esta emissora tem produtoras, que fazem a maioria dos seus programas, e são elas: OZ Media, ZUR Infotainment, BEE Produção, Studio 9, e Tenfield Lacapto. Vitamina Produçoes, ele faz a maior parte dos gráficos para cada programa. Desde 2003, a empresa é afiliada a Notable, empresa que faz toda a publicidade para o canal.

## Programação

### Horário Nobre
Jornalísticos em azul; comédia em rosa; novelas em púrpura; humor em dourado; cinema em laranja; policiais em marrom e entretenimento em amarelo.
|         | 19:30           | 20:00             | 20:30             | 21:00             | 21:30            | 22:00               | 22:30               | 23:00            |
| ------- | --------------- | ----------------- | ----------------- | ----------------- | ---------------- | ------------------- | ------------------- | ---------------- |
| Domingo | Cine            | Subrayado Domingo | Subrayado Domingo | Subrayado Domingo | Hoja de Ruta     | Hoja de Ruta        | CSI: Las Vegas      | CSI: Las Vegas   |
| Segunda | Los Simpson T20 | Subrayado         | Subrayado         | Subrayado         | Festival de Cine | Festival de Cine    | Festival de Cine    | Festival de Cine |
| Terça   | Los Simpson T20 | Subrayado         | Subrayado         | Subrayado         | La Niñera        | La Niñera           | Parejas             | Parejas          |
| Quarta  | Los Simpson T20 | Subrayado         | Subrayado         | Subrayado         | La Niñera        | La Niñera           | Parejas             | Parejas          |
| Quinta  | Los Simpson T20 | Subrayado         | Subrayado         | Subrayado         | La Niñera        | La Niñera           | Parejas             | Parejas          |
| Sexta   | Los Simpson T20 | Subrayado         | Subrayado         | Subrayado         | La Niñera        | La Niñera           | Parejas             | Parejas          |
| Sábado  | Cine            | Agente Especial   | Agente Especial   | Miami Trauma      | Miami Trauma     | Especiales de Murga | Especiales de Murga | Cine             |

### Tarde
Jornalísticos em azul; comédias em rosa; novelas em púrpura; interesse geral em dourado; música em laranja; entretenimento em marrom e animações em amarelo.
|         | 12:00               | 12:30               | 13:00               | 13:30         | 14:00             | 14:30             | 15:00                         | 15:30                         |
| ------- | ------------------- | ------------------- | ------------------- | ------------- | ----------------- | ----------------- | ----------------------------- | ----------------------------- |
| Domingo | Punto Penal         | Punto Penal         | Punto Penal         | Punto Penal   | Punto Penal       | Punto Penal       | Los Simpson\|Maratona Simpson | Los Simpson\|Maratona Simpson |
| Segunda | Los Simpson         | Los Simpson         | Subrayado           | Subrayado     | Cuando me Enamoro | Cuando me Enamoro | Guardian de tu Amor           | Guardian de tu Amor           |
| Terça   | Los Simpson         | Los Simpson         | Subrayado           | Subrayado     | Cuando me Enamoro | Cuando me Enamoro | Guardian de tu Amor           | Guardian de tu Amor           |
| Quarta  | Los Simpson         | Los Simpson         | Subrayado           | Subrayado     | Cuando me Enamoro | Cuando me Enamoro | Guardian de tu Amor           | Guardian de tu Amor           |
| Quinta  | Los Simpson         | Los Simpson         | Subrayado           | Subrayado     | Cuando me Enamoro | Cuando me Enamoro | Guardian de tu Amor           | Guardian de tu Amor           |
| Sexta   | Los Simpson         | Los Simpson         | Subrayado           | Subrayado     | Cuando me Enamoro | Cuando me Enamoro | Guardian de tu Amor           | Guardian de tu Amor           |
| Sábado  | Festival de Dibujos | Festival de Dibujos | Festival de Dibujos | Puglia Invita | Puglia Invita     | Puglia Invita     | Avatar                        | Avatar                        |

## Antena
A antena de transmissão do Canal 10, mede 187 metros de altura, e é chamada torre Saeta. Foi construída e inaugurada tempo depois do canal ter se instalado em seu endereço atual (1964).  Atualmente é a maior infra-estrutura de Montevidéu, e pode ser vista de diferentes pontos da cidade.

## Logo
O logotipo do Canal 10, foi criado por Raul Fontaina, inspirado na logomarca da rede de televisão estadunidense CBS e da brasileira Rede Bandeirantes.
O logo atual é um retângulo com bordas irregulares e dentro há duas meias-luas brancas, simulando um olho e uma bola no centro, com as cores verde, amarelo, azul e vermelho. Abaixo do logotipo, há o nome do canal e seu slogan, Canal 10, o canal uruguaio. O logotipo foi modificado pela última vez em 1 de Março de 2010, juntamente com a sua imagem corporativa e slogan ("O Ano do Dez", referindo-2010).
- Logotipo atual